# Nyköpings Hockey
Nyköpings Hockey war ein 1990 gegründeter schwedischer Eishockeyklub aus Nyköping. Die Mannschaft spielte in der Hockeyettan und trug ihre Heimspiele in der Stora Hallen aus. 2014 ging der Klub in Konkurs.

## Geschichte
Der Verein wurde 1990 unter dem Namen Nyköpings Hockey 90 gegründet. Im Jahr 2003 folgte die Namensänderung in IK Nyköpings Hockey, bevor der jetzige Name Nyköpings Hockey im Jahr 2007 eingeführt wurde. Die Mannschaft nahm während mehrerer Spielzeiten an der damals noch zweitklassigen Division 1 teil. Anschließend etablierte sich der Verein auch in der neuen zweiten Liga, der HockeyAllsvenskan. Im Anschluss an die Saison 2007/08 musste die Mannschaft ihre Zweitligalizenz abgeben und spielt anschließend in der dritten Liga.
Am 15. April 2014 ging der Klub nach langen finanziellen Schwierigkeiten bankrott. Nach der Insolvenz begann der Gripen HC, eine Mannschaft aufzustellen, die sich für die Hockeyettan 2017/2018 qualifizierte. Der Gripen HC fusionierte mit Nyköpings Hockeys ehemaligem Jugendbereich zu Nyköpings Hockey Ungdom, während die Herren-Mannschaft unter dem Namen Nyköping Gripen Hockey spielte. 2019 änderte der Gesamtverein seinen Namen in Nyköpings SK.

## Bekannte ehemalige Spieler
- Mats Frøshaug
- Blaž Gregorc
- Trent Hunter
- Roger Jönsson
- Aleksandrs Kerčs
- Mikael Samuelsson